# Anglin
Anglin – rzeka we Francji, przepływająca przez tereny departamentów Indre, Creuse i Vienne, o długości 91,4 km. Stanowi prawy dopływ rzeki Gartempe. Przepływa przez obszar następujących gmin:
- Creuse: Azerables
- Indre: Mouhet, La Châtre-Langlin, Chaillac, Dunet, Lignac, Chalais, Bélâbre, Mauvières, Saint-Hilaire-sur-Benaize, Concremiers, Ingrandes, Mérigny
- Vienne: Saint-Pierre-de-Maillé, Angles-sur-l’Anglin